# 순위 (경마)
경마에서 순위(順位) 또는 착순(着順)은 경주마가 결승선에 도착한 순위이다.

## 관련 용어
- 순위 판정(ALL CLEAR): 경주 중 진로방해, 실격 사유, 검량이상 유무 등 경마시행규정 위반 여부를 종합적으로 재결위원이 심의하여 판단한 후 내리는 최종 판정을 말한다. 재결에서 확정되는 순간 착순 게시대의 심의 중 표시가 확정표시로 바뀌며 곧바로 해당 경주에 대한 배당급 지급이 개시된다.

- 순위 변경: 경주 중 어떤 말이 다른 말의 주행을 방해하여 도착순위에 중대한 영향을 주었을 때 가해마(방해한 말)의 도착순위를 피해마(방해받은 말) 다음으로 변경시키는 것이다.(경마시행규정 제61조의 2 및 제62조)

- 순위 게시대: 경주거리,경주기록,도착순서, 도착차 등의 결과를 보여주는 게시대이다.